# Скеля Малголленд (фільм, 1996)
Скеля Малголленд (англ. Mulholland Falls) — американський детектив 1996 року.

## Сюжет
Лос-Анджелес, початок 50-х. Загін із чотирьох поліцейських на чолі з лейтенантом Максом Гувером розслідує вбивство дівчини, тіло якої знайдено в пустелі.
У пошуках доказів Макс знаходить кіноплівку, на якій зняті інтимні зустрічі загиблої з генералом Тіммсом, головою «Атомного комітету», відповідального за розробку ядерної зброї.
Незважаючи на попередження ФБР, лейтенант продовжує розслідування, хоча ризикує потопити разом з Тіммсом і себе, бо на Гувера також мається компромат.

## У ролях
| Актор              | Роль                        |
| ------------------ | --------------------------- |
| Нік Нолті          | Макс Гувер                  |
| Мелані Гріффіт     | Кетрін Гувер                |
| Чезз Пальмінтері   | Еллерой Кулідж              |
| Майкл Медсен       | Едді Холл                   |
| Кріс Пенн          | Артур Релай                 |
| Тріт Вільямс       | полковник Натан Фіцджеральд |
| Дженніфер Коннеллі | Еллісон Понд                |
| Деніел Болдвін     | МакКафферті                 |
| Ендрю МакКарті     | Джиммі Філдс                |
| Джон Малкович      | генерал Томас Тіммс         |
| Кайл Чандлер       | капітан                     |
| Роб Лоу            | бандит                      |
| Вільям Петерсен    | Джек Флінн                  |
| Луїза Флетчер      | Естер                       |
| Ед Лотер           | Ерл                         |
| Брюс Дерн          | начальник LAPD              |